# بز، یا سیلویا کیست؟
بز، یا سیلویا کیست؟ (انگلیسی: The Goat, or Who Is Sylvia?) نمایشنامه‌ای از ادوارد آلبی نمایشنامه‌نویس آمریکایی است که در سال ۲۰۰۲ در برادوی نیویورک بر روی صحنه رفت.
این نمایش‌نامه داستان مارتین معمار میانسال به همراه همسرش استیو و پسرش بیل را روایت می‌کند که زندگی خانوادگیشان پس از آن که مارتین عاشق یک بز می‌شود فرو می‌پاشد. نمایش‌نامه بر محدودیت‌های یک جامعه به ظاهر لیبرال تمرکز دارد و آلبی در تلاش است با تصویر کردن بحران در این خانواده قضاوت‌های اخلاقی مخاطبان دربارهٔ تابوهای اجتماعی را به چالش بکشد.